# Remondini (imprimerie)
Les Remondini étaient une famille d'imprimeurs installée à Bassano del Grappa du milieu du XVIIe siècle au milieu du XIXe siècle. Leur entreprise, la firme Remondini, a été l'une des principales maisons d'édition de livres et d'images en Italie dans la seconde moitié du XVIIIe siècle.

## Histoire de l'entreprise et de la famille Remondini

### Fondation par Giovanni Antonio Remondini
Originaire de Padoue, le marchand Giovanni Antonio Remondini (1634-1711) s'installe à Bassano dans la seconde moitié du XVIIe siècle. Il investit dans plusieurs secteurs économiques, dont le textile et l'imprimerie de livres et d'images. Sa production dans ce domaine est relativement modeste, du fait des restrictions imposées par la corporation des éditeurs vénitiens, très puissante. Remondini produit essentiellement des petits ouvrages populaires de faible valeur : livres de prières, ouvrages scolaires, littérature populaire, imagerie religieuse et profane, dont la distribution est assurée par des réseaux de colporteurs issus des vallées alpines.
À sa mort en 1711, Giovanni Antonio Remondini laisse à ses descendants une entreprise solide, investie dans différents secteurs, principalement l'impression typographique et chalcographique et le textile (moulin à laine et usine de teinture). Les héritiers scindent les branches et Giuseppe Remondini (1672-1742) prend la tête des imprimeries.

### Développement et spécialisation de la firme par Giuseppe Remondini puis Giambattista Remondini
Sous sa direction, la spécialisation de la firme s'accentue. Giuseppe Remondini assoit économiquement l'entreprise par une stratégie de contrôle de toute la chaîne de production, de la fabrication des matières premières à la diffusion commerciale. Ainsi il acquiert plusieurs papeteries qui fournissent le papier nécessaire à l'impression des livres et estampes.
L'acquisition des papeteries permet également à la famille de se lancer sur un nouveau marché jusqu'alors dominé par les Allemands et les Français, celui du papier décoré (dominoté, doré, gaufré, marbré) servant de papier peint ou de papier de cartonnage pour couvrir divers objets (boîtes, étagères, livres). Cette production démarre à Bassano en 1738.

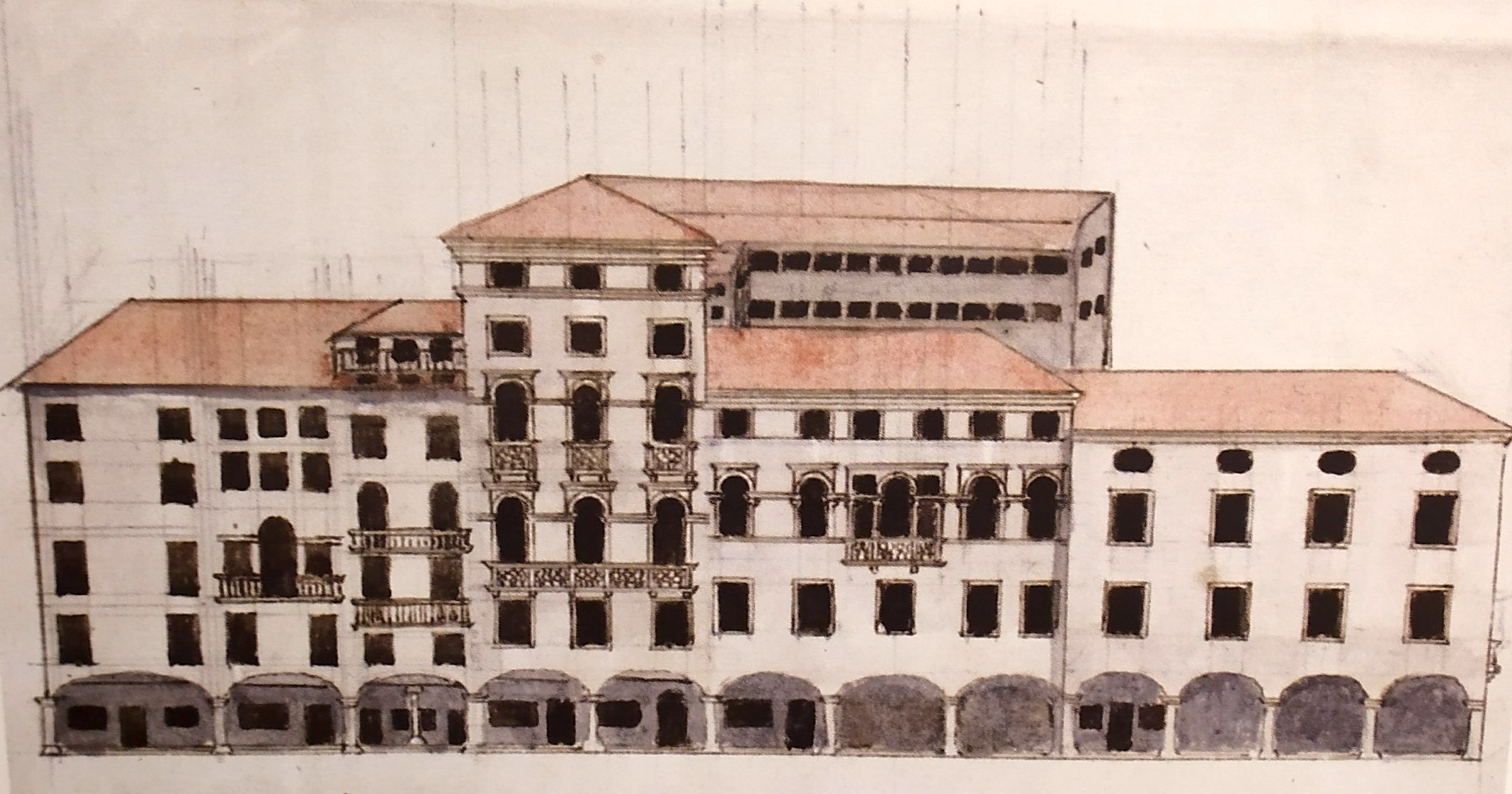
La Maison Remondini, dans Catastico Remondini, folio II, fin du XVIIIe siècle, collection privée.

De plus en plus importante, l'imprimerie occupe l'ensemble des immeubles situés au nord de l'actuelle Piazza Libertà, l'une des plus importantes de Bassano del Grappa.
En 1742, au décès de Giuseppe, ses fils Giovanni Antonio (1700-1769) et Giambattista (1713-1773) prennent la direction de l'entreprise qu'ils développent encore. Leur imprimerie est désormais une des plus puissantes de l'État vénitien et de l'Italie tout entière.
Fort de cette solidité, Giambattista demande en 1747 à être intégré à la corporation des imprimeurs de Venise. L'accès lui est d'abord refusé, les éditeurs vénitiens s'opposant à sa concurrence, jugée déloyale. Après trois ans de procédure de justice, les Remondini rejoignent la corporation vénitienne : ils peuvent ouvrir une grande boutique dans la Merceria de San Salvador, qui devient leur siège social. La fabrique demeure néanmoins à Bassano, où les locaux et la main d'œuvre sont moins onéreux.
L'accès à la corporation des éditeurs vénitiens leur permet de développer leurs activités dans le livre, en diversifiant les types de produits. Avec dix-huit presses typographiques, une main d'œuvre moins coûteuse qu'à Venise et surtout une organisation rationalisation, qui élimine les intermédiaires (fourniture, diffusion), ils sont des concurrents redoutables. Dans les années 1750, 14,7% des livres produits en Vénétie sont issus de leurs presses. Les confits avec les membres de la corporation se multiplient, notamment parce que les Remondini ne se soumettent pas aux coutumes et règlements de la corporation.
Des auteurs font sciemment appel à eux pour assurer à leurs écrits une large diffusion : c'est notamment le cas d'Alfonso de Liguiori, auteur de nombreux ouvrages de dévotions, de Giambattista Margagni, anatomiste, et de l'astronome Ruggero Boscovich.
Outre les conflits avec les éditeurs vénitiens, les Remondini affrontent également les éditeurs augsbourgeois, qui les accusent de contrefaçons. Un long procès a lieu à Augsbourg entre 1766 et 1772. Giambattista est de plus sous le coup d'une menace d'arrestation émanent du roi d'Espagne Charles III pour diffusion d'estampes attaquant la couronne espagnole. Il meurt en exil.

### La firme Remondini sous la direction de Giuseppe Remondini
Giuseppe Remondini (1745-1811) succède à Giambattista. Très cultivé, il évolue dans les cercles aristocratiques vénitiens et obtient lui-même un titre en 1776 à Bologne. Son acquisition d'une terre dans le Frioul lui permet de devenir Comte.
Il tire la production vers une plus grande qualité (livres de luxe, estampes fines) sans pour autant abandonner la production populaire.

### La fin de la firme Remondini
Les bouleversements politiques en Vénétie (fin de la République, occupation napoléonienne) mettent durablement à mal l'édition vénitienne. La maison Remondini n'est pas épargnée et peine à se renouveler au rythme des modes et des innovations techniques. Désormais, la survie de la maison ne repose plus que sur son stock immense d'images et de plaques de cuivre. Les meilleurs graveurs quittent la région et rejoignent la concurrence.
Des tensions familiales et l'endettement mènent l'entreprise sur le déclin jusqu'en 1861, date de sa disparition définitive.

## Productions de la firme Remondini

### Livres
L'activité typographique début au milieu du XVIIe siècle, quand Giovanni Antonio Remondini acquiert ses premières presses typographiques. La première édition connue produite par Remondini est datée de 1661. Deux ans plus tard, il obtient un permis exclusif pour l'édition de documents officiels émanent de la ville de Bassano. La production s'étend à des auteurs locaux et à la petite littérature en livrets, tels que les livres de dévotion, les ouvrages à usage scolaire ou encore à la littérature populaire. Le catalogue demeure néanmoins modeste, la législation vénitienne favorisant les éditeurs de la Lagune au détriment de ceux du continent.
Un siècle plus tard, alors que l'entreprise est solidifiée, notamment par la production de papier et d'images, les Remondini se montrent offensifs dans le domaine de l'édition livresque : parvenant à intégrer la corporation des imprimeurs et libraires de Venise, ils ouvrent une librairie Merceria San Salvator en 1750.
Les ateliers d'impression demeurent néanmoins à Bassano del Grappa, où la main d'œuvre et les matières premières sont moins onéreuses qu'à Venise. Couplé à un nombre important de presses en fonctionnement, cela permet aux Remondini de produire beaucoup et à faible coût, devenant ainsi les plus importants éditeurs de Vénétie, et bientôt d'Italie.
À partir de 1749, les Remondini éditent régulièrement un catalogue des livres qu'ils proposent à la vente. Les titres qui y figurent montrent une certaine prudence dans les choix éditoriaux : 44% du catalogue est composé d'ouvrages à caractère religieux, avec des grands classiques, tels que les L'imitation du Christ ou les textes de Thomas d'Aquin. Le reste est composé de dictionnaires, ouvrages de grammaire, classiques latins, mais aussi de publications scientifiques, tel que des ouvrages de droit ou de philosophie.
Giuseppe Remondini, lorsqu'il prend la direction de la firme, dans les années 1770, cherche à améliorer la qualité des ouvrages proposés. Il rencontre néanmoins des difficultés avec la fin de la République et les guerres napoléoniennes. La reprise est de courte durée car la maison Remondini se trouve rapidement dépassée par les innovations techniques, sans parvenir à s'adapter.

### Estampes
Les Remondini sont connus pour leur très importante production d'estampes, diffusée dans toute l'Europe et jusqu'en Amérique. Il s'agit essentiellement d'estampes populaires, gravées sur bois et d'images demi-fines, plutôt gravées à l'eau-forte.
L'imagerie religieuse occupe une part importante de la production. Les Remondini ont éditées de très nombreuses images de saints, à des fins de dévotion. Les personnages représentés et la langue de la lettre sont adaptés aux marchés à conquérir.
La production d'estampes demi-fine comporte de nombreuses images à caractère utilitaire, tels que les écrans à main ou les jeux de société (jeu de l'oie, etc.). Les Remondini ont produit des vues d'optique et une importante quantité de découpures. Il s'agit d'estampes destinées à être découpées, dont les motifs peuvent orner des boîtes, étuis, cadres, plateaux et autres petits objets du quotidien selon la technique de la Lacca povera.

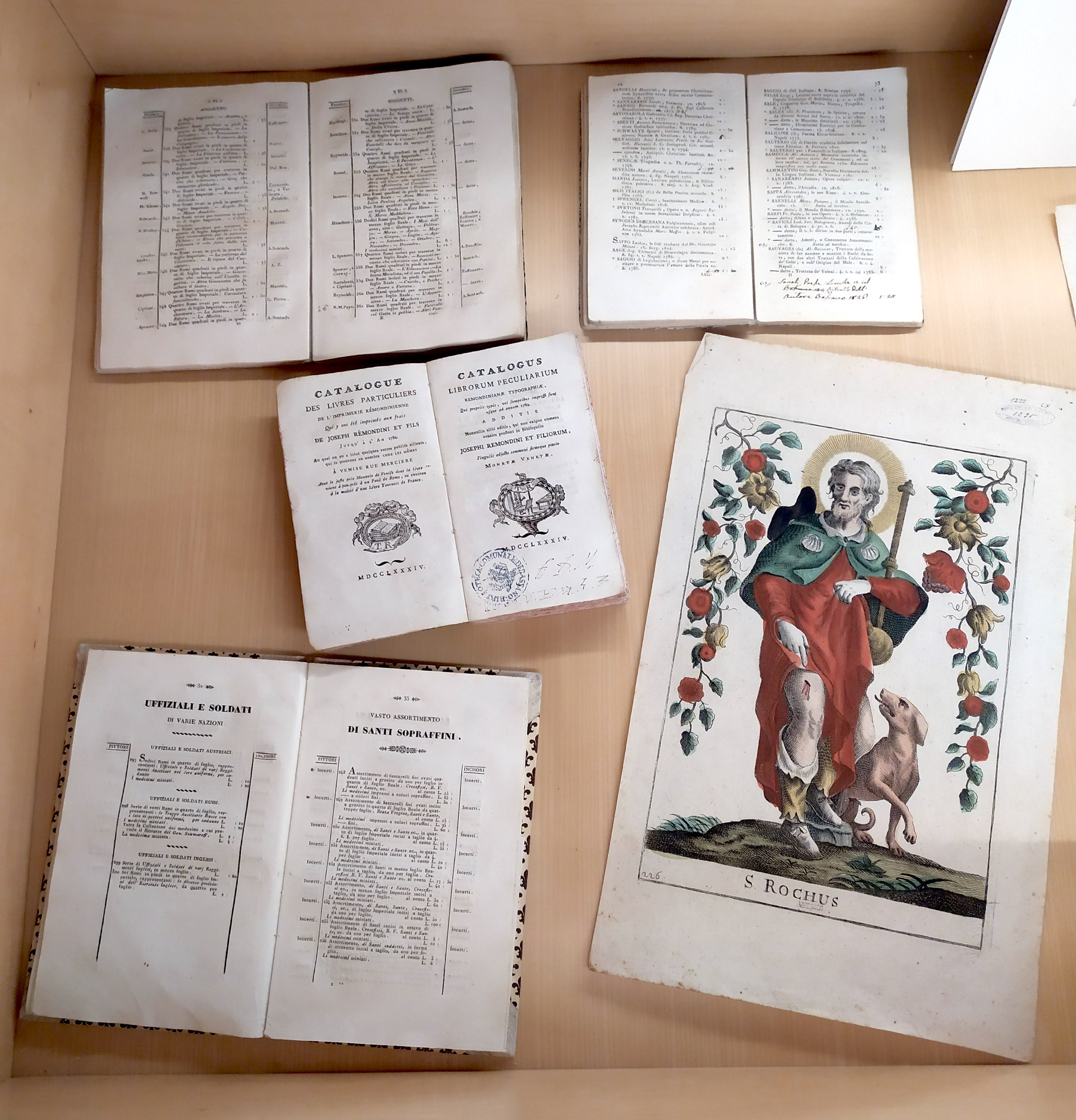
Catalogues et image édités par les Remondini.
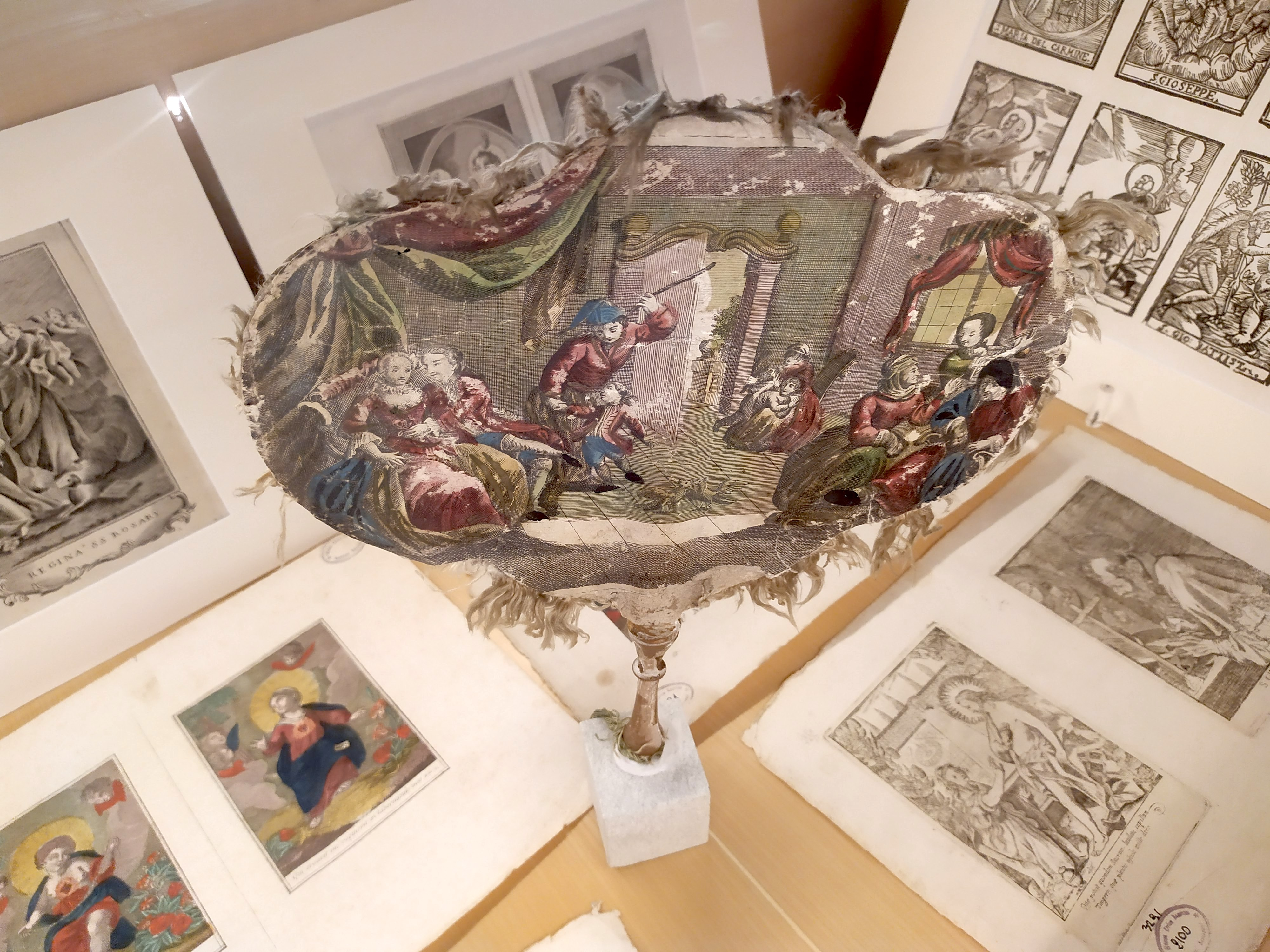
Ecran à main, XVIIIe siècle.
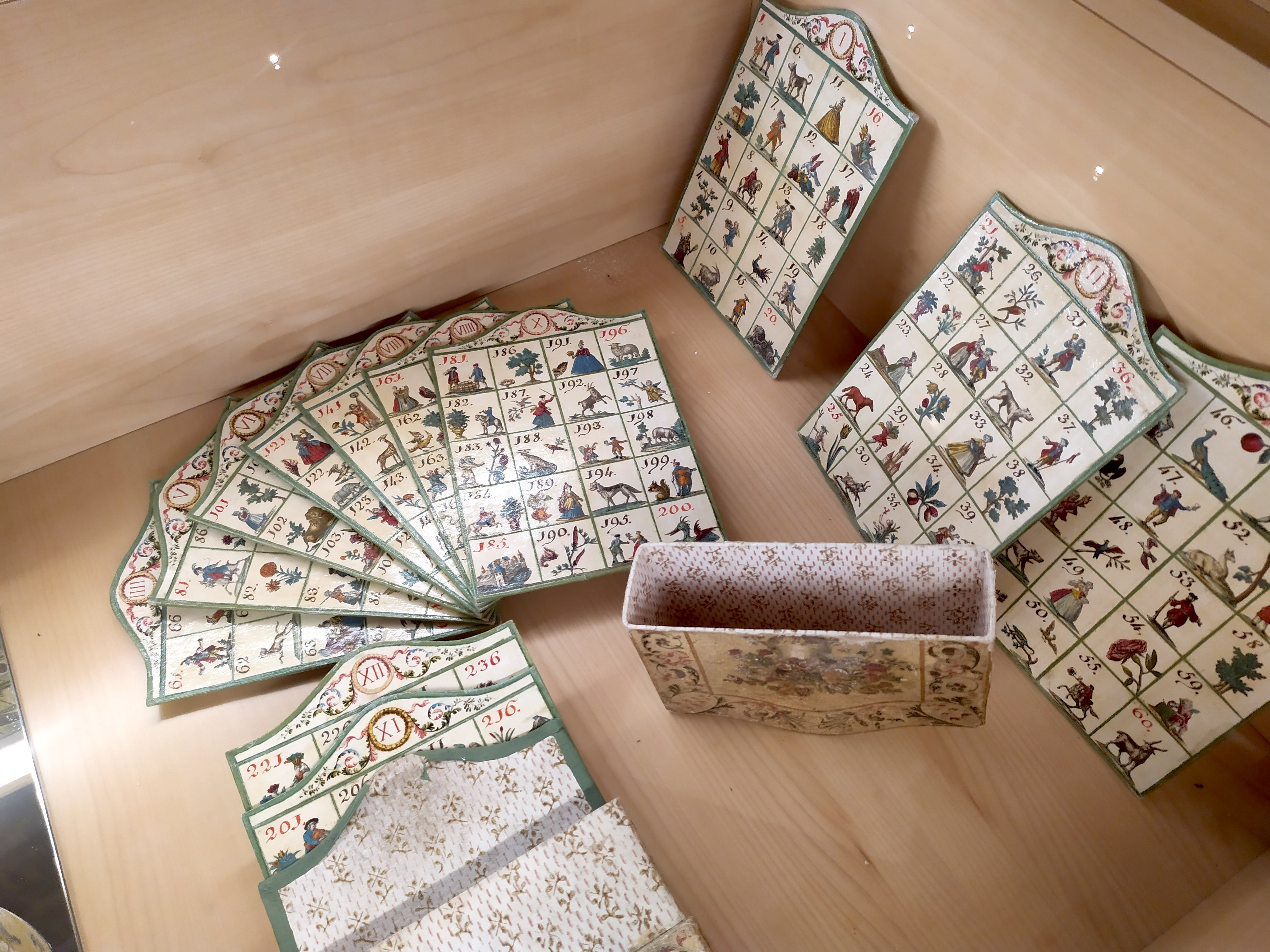
Jeu de la Cavagnole.
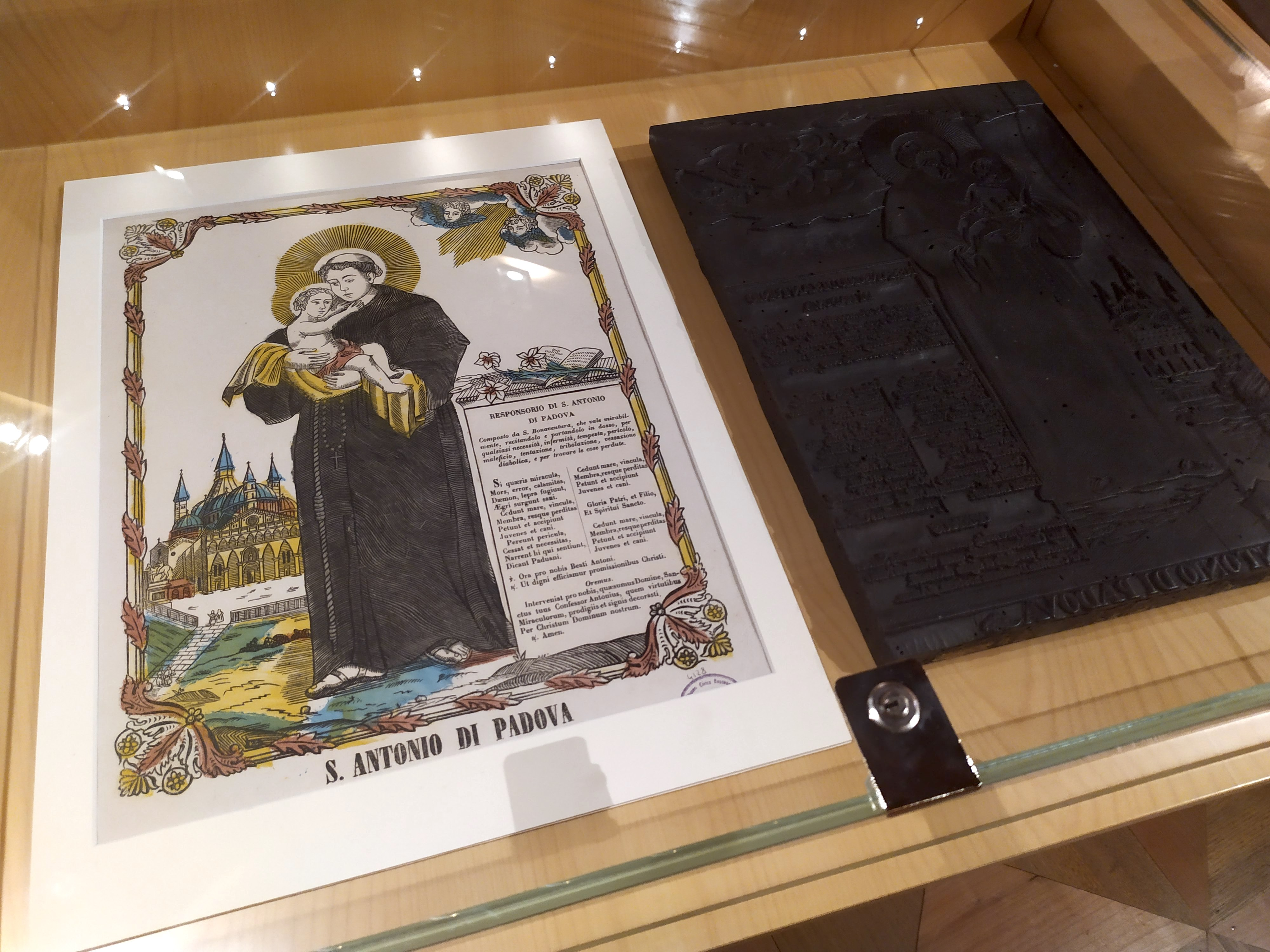
Tirage de saint Antoine de Padoue et sa matrice en bois.
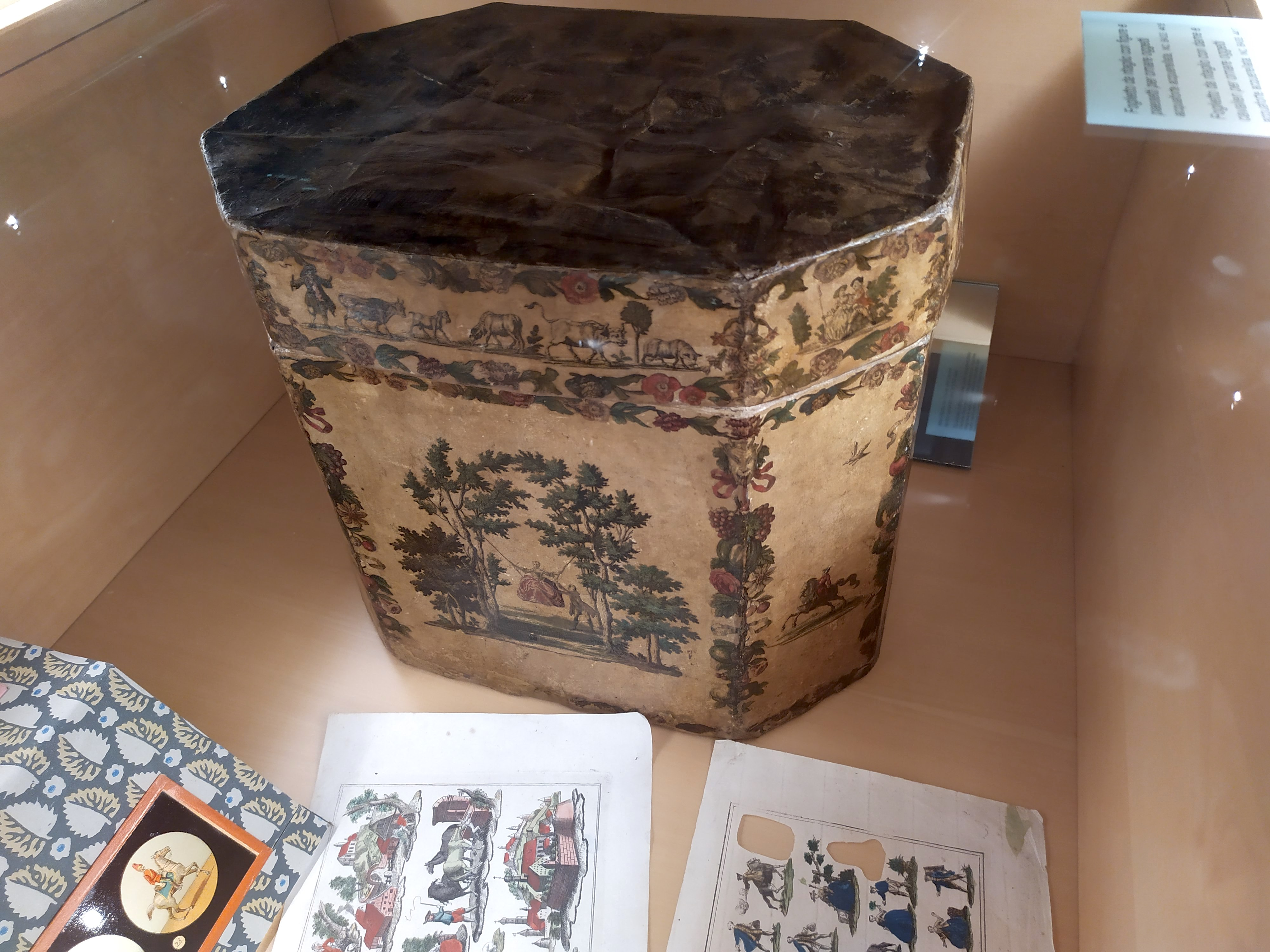
Boîte octogonale décorée de découpes, Italie du nord, troisième quart du XVIIIe siècle, Musée Remondini, Bassano del Grappa.

À la toute fin du XVIIIe, la firme Remondini se lance dans la production de cartes de visite que les acheteurs peuvent compléter à la main.
Une part importante de la production d'images remondinienne repose sur la pratique de la copie et de la contrefaçon : les graveurs employés par la firme travaillent rarement d'après des dessins originaux, mais copient des estampes éditées dans d'autres grands centres d'imagerie européens, tels Paris et Augsbourg. Cette pratique intense de la contrefaçon, allant jusqu'à copier les mentions de responsabilité des éditeurs plagiés a valu aux Remondini un important procès intenté par les éditeurs augsbourgeois entre 1766 et 1772.
Parallèlement, des estampes plus fines sortent des ateliers de Bassano del Grappa : il s'agit notamment de copies d'estampes de maîtres anciens.

### Papiers décorés
Les Remondini ont été de grands producteurs de papiers décorés : papiers marbrés, papiers dominotés, papiers dorés et papiers veloutés. Cette production démarre après l'acquisition par la famille de plusieurs moulins à papier, leur permettant d'être particulièrement compétitif dans ce secteur marchand.
Les papiers décorés servent à recouvrir des boîtes, des étagères, l'intérieur des placards, des cloisons ou encore sont employées comme reliure d'attente pour les livres.

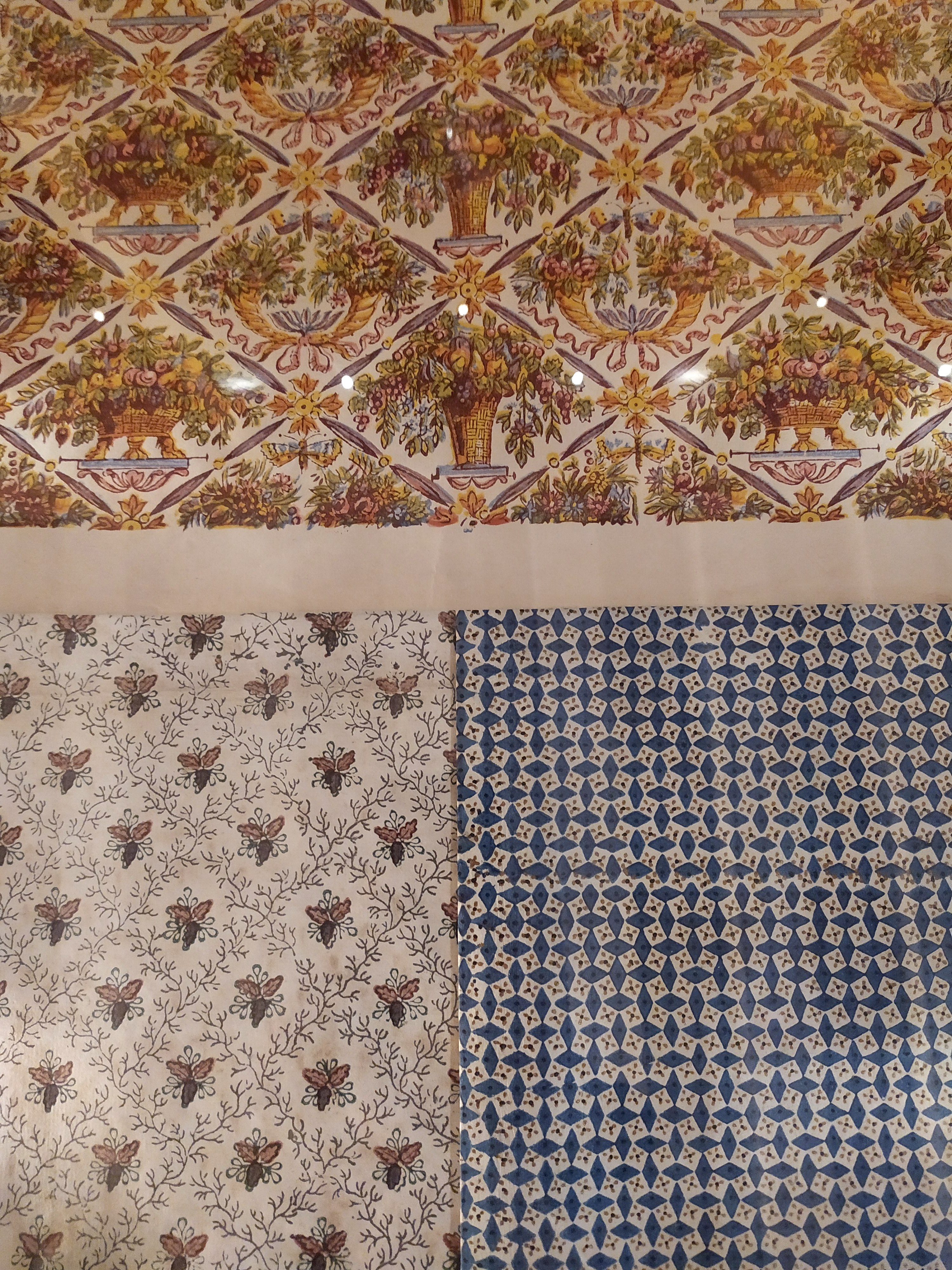
Exemples de papiers dominotés produits par la firme Remondini, Musée Remondini, Bassano del Grappa.
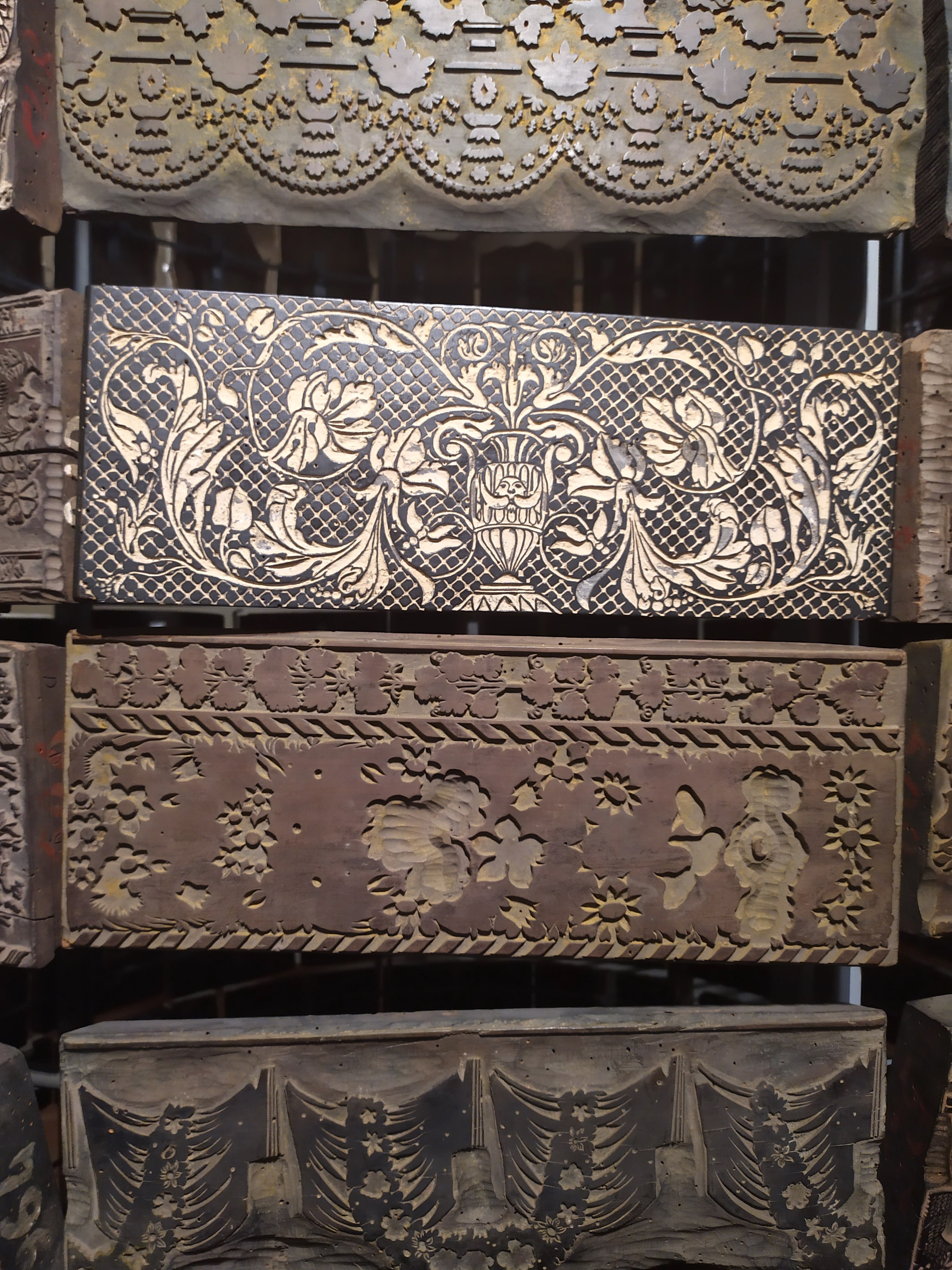
Matrices pour papiers dominotés produits par la firme Remondini, Musée Remondini, Bassano del Grappa.
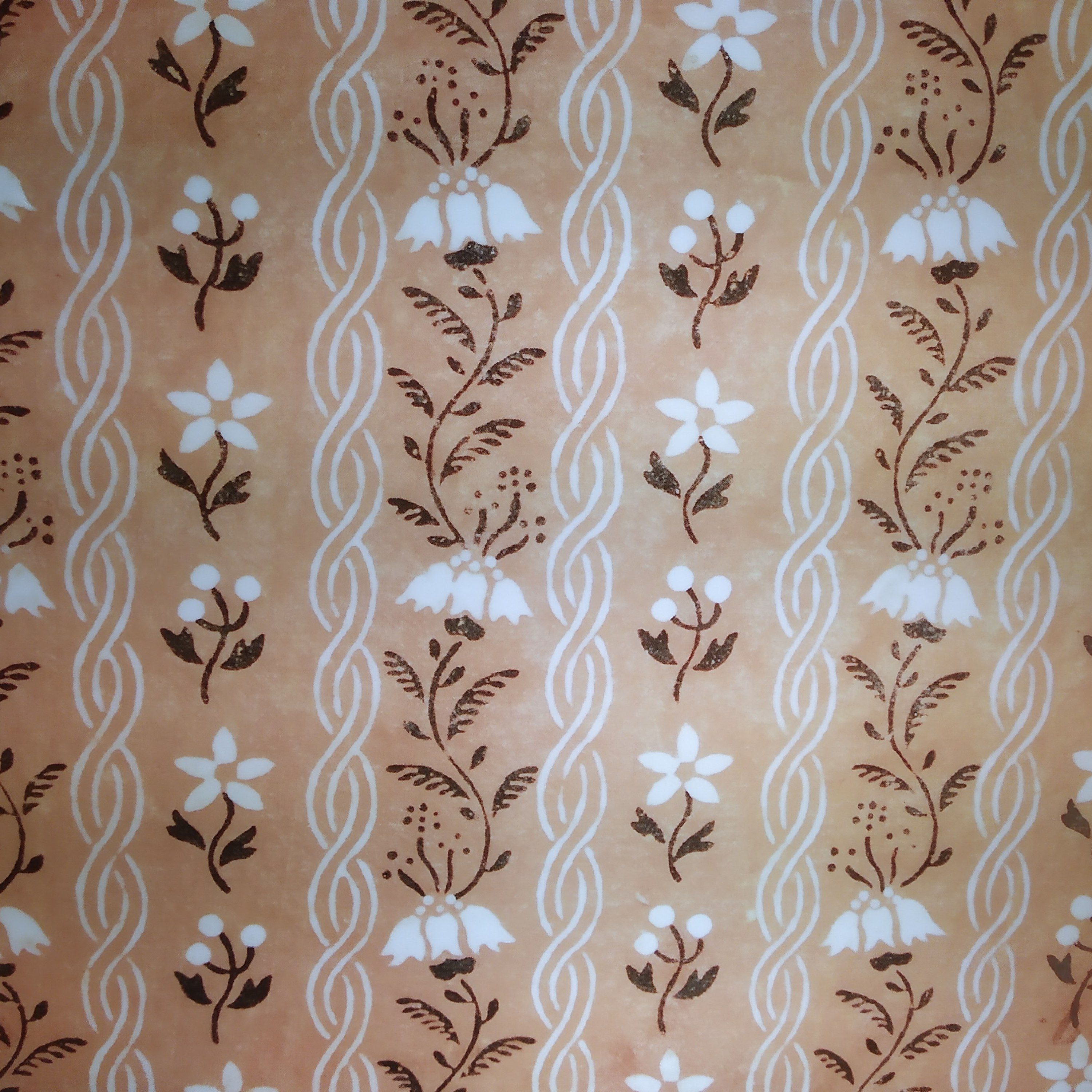
Exemple de papier dominoté produit par la firme Remondini, Musée Remondini, Bassano del Grappa.
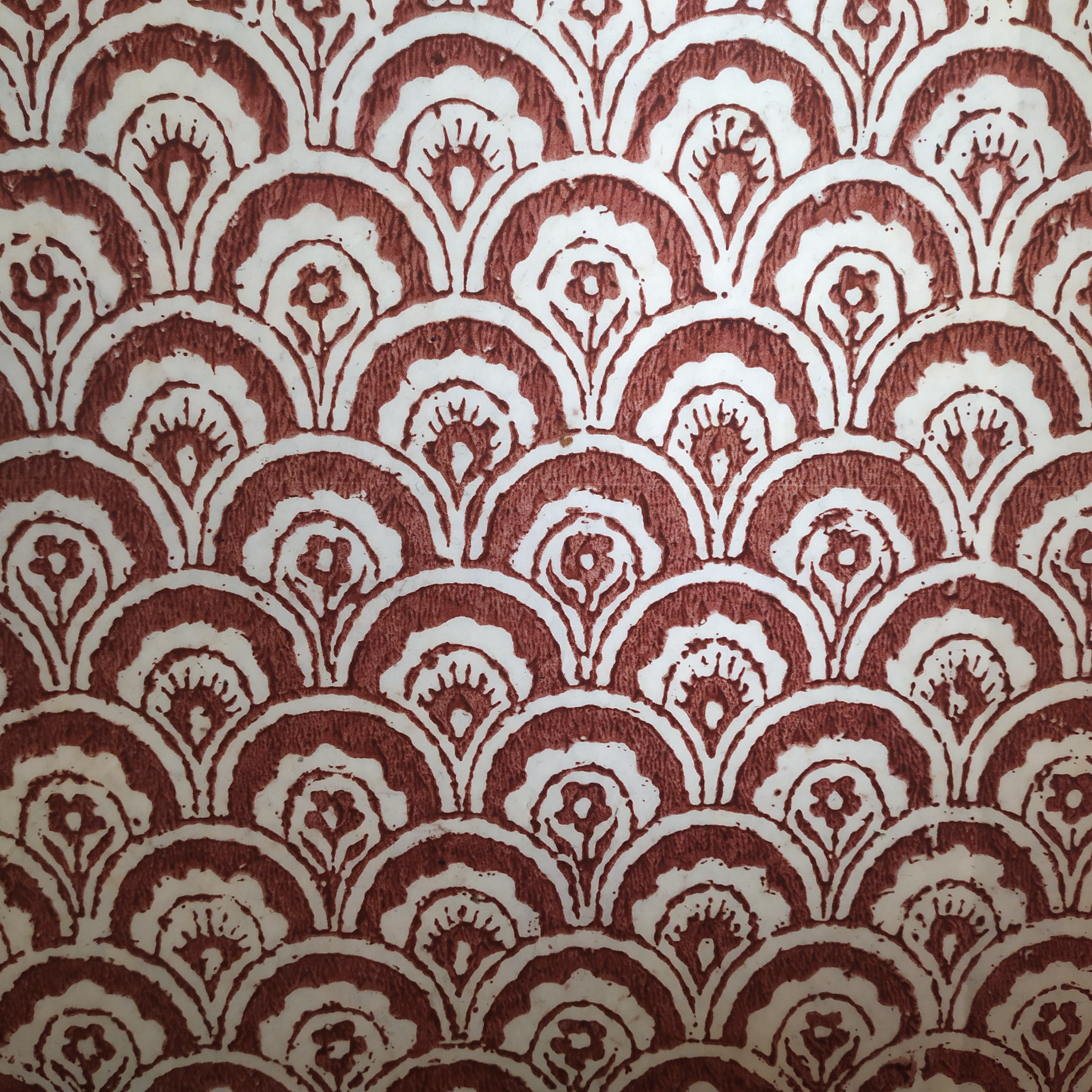
Exemple de papier dominoté produit par la firme Remondini, Musée Remondini, Bassano del Grappa.
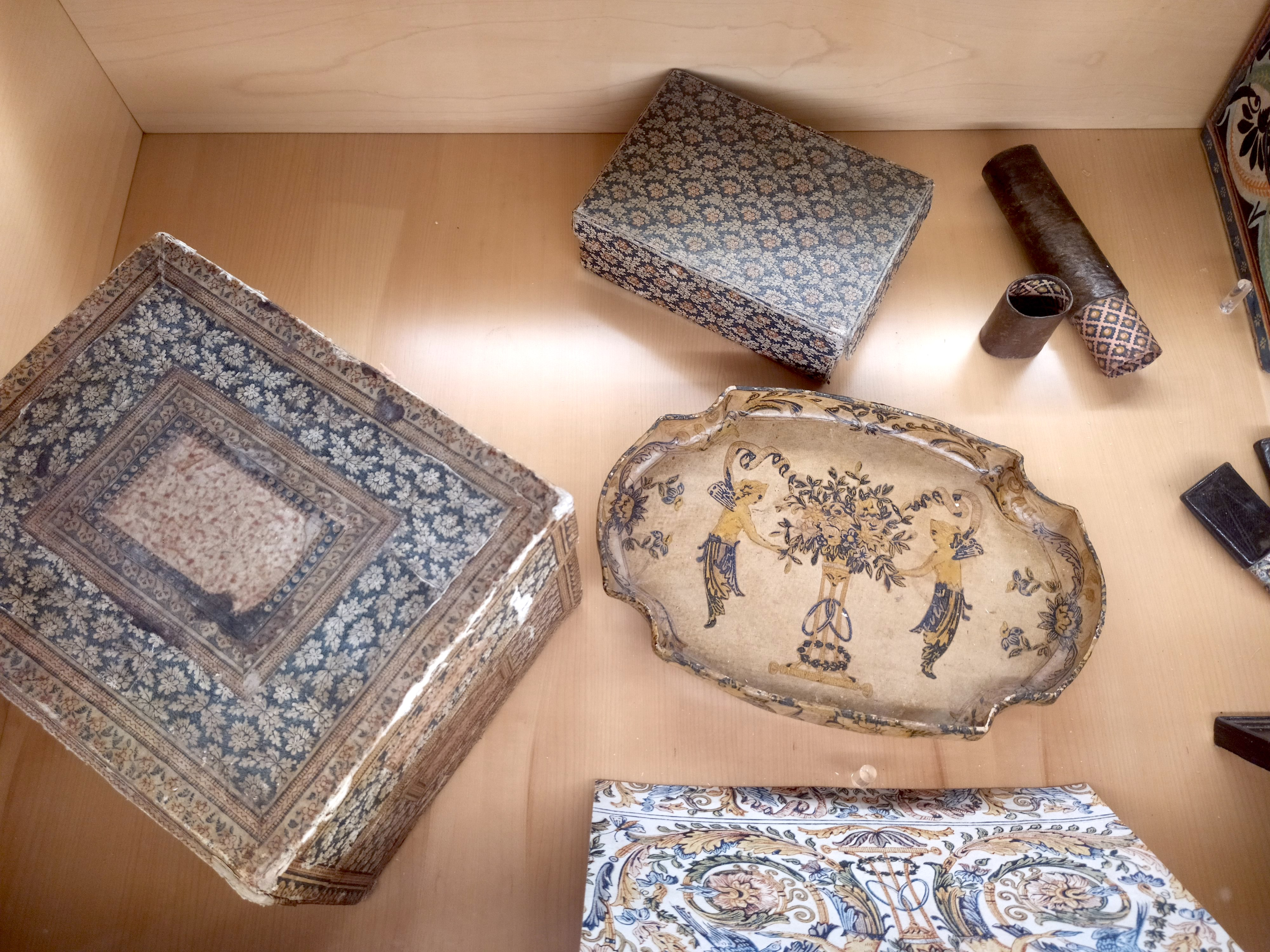
Objets recouverts de papiers décorés, Musée Remondini, Bassano del Grappa.

Cette production fait l'objet d'un catalogue spécifique à partir de 1762. C'est l'un des seuls secteurs d'activité qui résiste à la crise du début du XIXe siècle.

## Mode de diffusion et commercialisation
À partir de 1685, Giovanni Antonio Remondini fait appel à des colporteurs issus des vallées alpines toutes proches (notamment du Tessin) pour diffuser ses produits. Il confie à crédit la marchandise et finance le voyage. Les colporteurs, qui circulent en petits groupes de 3 ou 4 individus parcourent à pied le nord de l'Italie et le sud de l'Allemagne.
Ces réseaux se consolident et se développent, et à partir de 1730, ils commencent à pénétrer la péninsule ibérique, qui leur ouvre les portes de l'Amérique latine. A la fin du siècle, le réseau s'étend jusqu'à Saint-Petersbourg, Moscou et la Sibérie.

## Collections et Musée Remondini

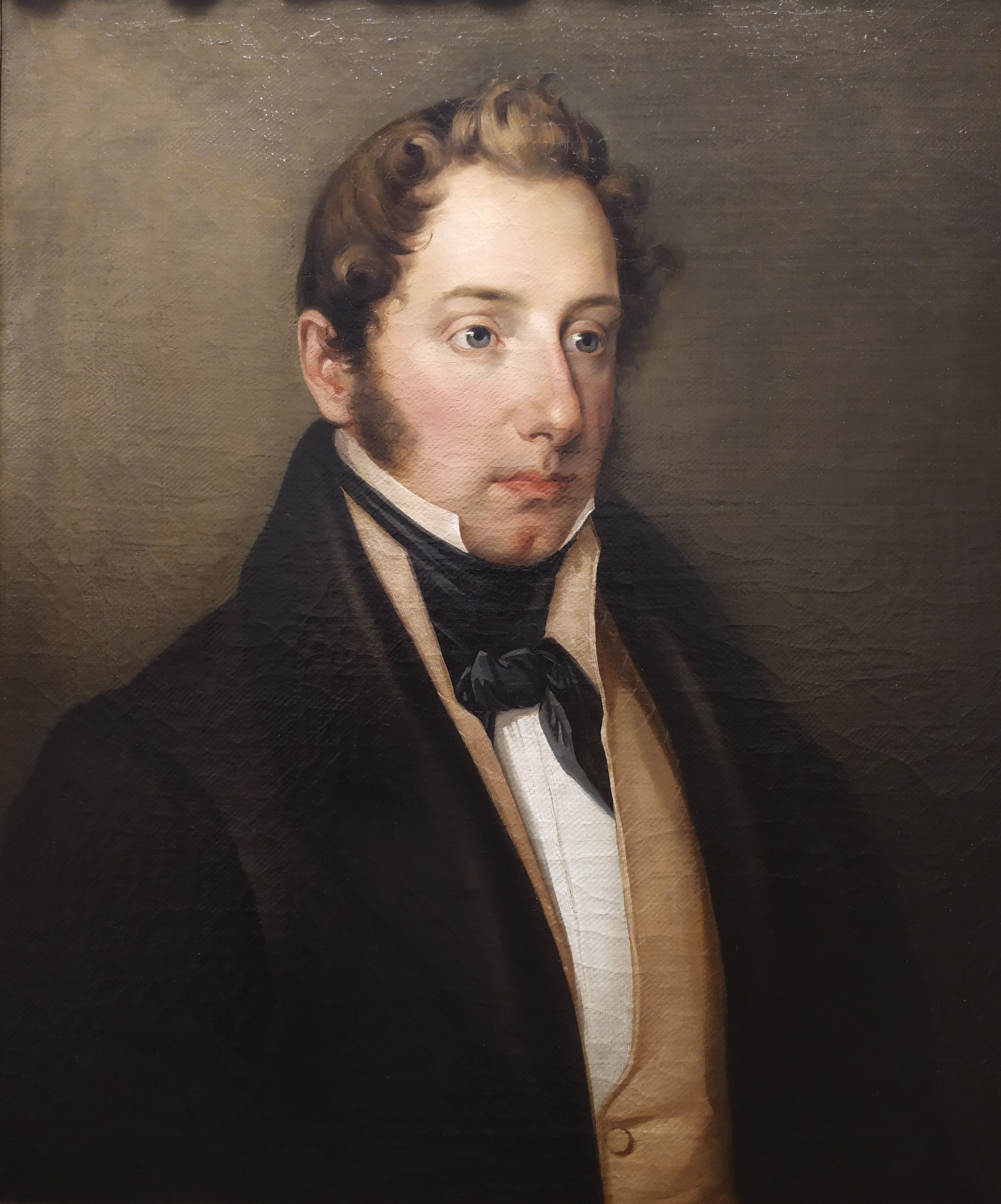
Angelo Balestra, Portrait du comte Giambattista Remondini, Huile sur toile, Musée Remondini, Bassano del Grappa.

Lors de la fermeture de la firme Remondini à Bassano, le matériel de production, les stocks d'images et les collections de la famille ont connu diverses destinées.
Une partie des estampes de la fabrique ont été achetées par le collectionneur et historien de l'estampe Achille Bertarelli. Elles ont formé un matériau d'études pour ses travaux sur l'estampe populaire en Italie. Se trouvaient notamment dans ce fonds des épreuves avant la lettre, corrigées ou encore des gravures d'origines diverses qui avaient été mises au carreau ou préparées pour être copiées par les graveurs travaillant pour les Remondini. Ces estampes sont aujourd'hui conservée dans le cabinet des estampes de Milan, dont la collection Bertarelli forme le noyau fondateur.
Giambattista Remondini a légué à la ville de Bassano la collection de 8 522 estampes de maîtres constituée par son père et enrichie par ses soins, ainsi que des témoignages de la production de la firme et du matériel d'impression. Longtemps exposée dans une salle de la bibliothèque puis des musées de la ville, la collection Remondini fait l'objet depuis 2007 d'un musée dédié, le museo della stamperia Remondini installé dans le Palazzo Sturm.

## Continuateurs
À la fermeture de la firme Remondini, certains bois gravés ont été déménagé à Varèse où les matrices ont continué à être exploitées au sein de la papeterie Molina. Cette production de papiers fleuris, qui a perduré jusqu'au milieu du XXe siècle est appelé Papier de Varèse.
À Bassano, l'entreprise fondée par Giorgio Tassotti en 1957 poursuit l'esprit remondinien en proposant des papiers décoratifs et des réimpressions de motifs de la firme. Les locaux de la Carteria Tassotti, situé entre le Palazzo Sturm et le Ponte degli Alpini mettent en vente cette production. La maison a également édité plusieurs livres sur l'histoire des Remondini.